# 2020년 탈 화산 분화
2020년 따알 화산 분화(2020 Taal Volcano eruption)은 2020년 1월 12일에 일어난 따알 화산의 분화이다.

## 분화 상황과 피해
2020년 1월 12일, 필리핀 칼라바르손 지방 바탕가스주에서 본격적으로 따알 화산 분화가 시작되었다. 그러나 필리핀 화산 지진 연구소에 따르면, 해당 경보 수준을 레벨 4로 상향 조정, 폭발 위험성을 가진 화산재의 분화 역시 수일 내에 가능하다고 밝혔다. 그러나 분화하게 되어 있는 화산재는 필리핀 전 지역은 물론, 일본과 타이완, 인도네시아까지 확산되기도 하였다. 다만 이 화산 폭발은 한반도와 중국 대륙, 극동 러시아, 혼슈의 도쿄도 이북의 동일본 및 홋카이도까지는 간접 영향을 받지 않는 것으로 보인다. 이 화산 폭발의 여파로 필리핀의 항공편이 일제히 마비되는 등 교통 대란이 현실화하고 있다.

## 같이 보기
- 따알 화산

1. 1 2 3  “Taal: Eruptive History”. 《전지구 화산 계획》. 스미스소니언 협회.
2. ↑  “Global Volcanism Program | Report on Taal (Philippines) — 21–27 July 2021”. 《volcano.si.edu》 (영어). 2021년 8월 14일에 원본 문서에서 보존된 문서. 2021년 10월 4일에 확인함.
3. ↑  Recuenco, Aaron (2020년 2월 2일). “39 deaths recorded during Taal Volcano's eruption”. 《Manila Bulletin》. 2020년 11월 30일에 원본 문서에서 보존된 문서. 2020년 3월 1일에 확인함.